# Aphthona gracilis
Aphthona gracilis – gatunek chrząszcza z rodziny stonkowatych.
Gatunek tan opisany został w 1837 roku przez Franza Faldermanna. W 1998 został redeskrybowany przez Aleksandra S. Konstantinowa. Wraz z gatunkami A. glebi, A. olegi, A. taniae i A. weiseana tworzy grupę gatunków A. gracilis.
Samca tego gatunku odróżnić można od innych przedstawicieli grupy po edeagusie w widoku bocznym prostym, z równoległymi bokami szerszej części oraz nieco wklęśniętym wierzchołku ostatniego sternitu odwłoka. Samica ma część dystalną głaszczka waginalnego pośrodku zakrzywioną, a zbiorniczek jej spermateki jest najszerszy w pobliżu części środkowej.
Owad znany m.in. z Armenii i Syberii. W tej ostatniej żeruje na Euphorbia virgata.